# Pura pinta
Pura pinta es una telenovela dramática juvenil venezolana de Producción Nacional Independiente creada en 2007 por Daniel Ferrer Cubillán para Radio Caracas Televisión y distribuida por RCTV International.
La historia comienza cuando un grupo de jóvenes universitarios que vienen de diferentes partes de Venezuela, se conocen de la manera más insólita e inesperada, pues por una cómica confusión, todos llegarán a Caracas a un departamento de dos ambientes que les servirá de una residencia de estudiantes.

## Elenco
- Óscar Cabrera como Darío Marcano
- Abril Schreiber como Bella Scarton McGil
- Daniela Navarro como Bianca Rondón
- Stuard Rodríguez como Rodrigo Arenas
- Emily Guánchez como Graciela Leal
- Rigel Pesquera como Omar Lozada
- Carolina Muizzi como Ana Verónica Ruiz
- Daniel Ferrer Cubillán como Mauricio Sangronis
- Zhandra De Abreu como Dubravska Golis
- Esperanza Magaz como conserje
- Alejandro Mata como Carlos Herrera
- Vestalia Mejías como Anahís Barboza de Conde
- Juan Carlos Baena como Felipe Scarton
- Yajaira Orta como Marina Zubillaga
- Rosalinda Serfaty como Basilia Dávila
- Andreína Pérez como Yuricandela
- Pedro Pablo Alcántara como Franklin Batista
- Darwin Barroeta
- Francisco Abreu